# Jadran Dučić
Jadran Dučić Čićo (Split, 1961.), hrvatski glazbenik (bubnjar).
Glazbom se počinje baviti tijekom sedamdesetih. Pod utjecajem Mahavishnu Orchestra i Billyja Cobhama krajem sedamdesetih počinje se interesirati za jazz rock i jazz.
Svirao je s brojnim hrvatskim glazbenicima poput Boška Petrovića, Matije Dedića, Elvisa Stanića, Saše Nestorovića, Zdenke Kovačiček, Domagoja Ralašića, Nevena Frangeša, Davora Križića, Ante Gela i mnogih drugih, ali i stranim glazbenicima poput Milesa Griffitha, Georgea Makinta, Csabe Dese, Jima Mullena, Romy Camerun, Juliusa E. Greena, Tammy McCann, Primoža Grašiča, Tonyja Pancelle, Bepija D`Amata.
Nastupao je i sa zvijezdama hrvatske estrade poput Arsena Dedića, Gabi Novak, Olivera Dragojevića, Gibonnija i drugih. Godine 1993. s Renatom Svorinićem je utemeljio sastav Black Coffee koji djeluje i danas. S tim je sastavom svirao na gotovo svim hrvatskim jazz festivalima, te u Italiji, BiH i Sloveniji, te je tri puta dobio nagradu Porin. Dučić je objavio samostalne albume "As It Is" i "Inside", na kojima gostuju Matija Dedić i članovi grupe Black Coffee. Vodi vlastiti udaraljkaški sastav Night of the Drums, te trio sastavljen od splitskih glazbenika. Svira u sastavima More, more, Čićo Jazz Band i dr.

## Vanjske poveznice
- Stranice na POSLuH-u